# Palacio de São João Novo
El palacio de São João Novo es un edificio de estilo barroco, construido a finales del siglo XVIII, por mandato de Pedro da Costa Lima, un funcionario público de Oporto para residencia de su familia. Después de la muerte de su primer propietario, fue habitado por algunas ilustres familias de la ciudad.
El proyecto del palacio se le atribuye al arquitecto de origen italiano, Nicolau Nasoni. El edificio se construyó sobre las Murallas Fernandinas.
En la invasión francesa de 1809 de Oporto, el palacete fue ocupado por las Ejército napoleónico.
Años más tarde en las Guerras Liberales fue usado como hospital militar, durante el Cerco de Oporto. Tras terminar la guerra el edificio fue devuelto a sus propietarios.
Actualmente pertenece a la Junta de la Provincia del Douro Litoral, que en 1945 aprovechó el palacio para instalar en él, el Museo de Etnografía e Historia.
En 1984 hubo un incendio que destruyó su interior. Debido a su actual estado de degradación el palacio se encuentra cerrado desde 1992.